# Andrija Gerić
Andrija Gerić (srb. Андрија Герић) (ur. 24 stycznia 1977 w Nowym Sadzie) – serbski siatkarz, grający na pozycji środkowego. Mistrz Olimpijski z 2000 roku z Sydney, a także brązowy medalista olimpijski z 1996 roku z Atlanty. Ma żonę Tamarę i córkę Sofiję. 
W latach 2011–2015 studiował psychologię i równolegle kształcił się na trenera mentalnego w Nowym Sadzie. Od 2014 roku jest pełnym zawodowym psychologiem i trenerem mentalnym, gdzie do tej pory pracował z wieloma sportowcami w różnym wieku od 12-latków do 40-latków i na poziomie sportowców początkujących do olimpijczyków.

## Kariera
- 1993–1999  Vojvodina Nowy Sad
- 1999–2001  Bossini Montichiari
- 2001–2002  Lube Banca Marche Macerata
- 2002–2003  Icom Latina
- 2003–2008  Lube Banca Marche Macerata
- 2008–2009  Panathinaikos Ateny
- 2009–2010  Andreoli Latina
- 2010–2011  Fenerbahçe Stambuł[2]
- 2011–2012  OK Vojvodina NS Seme Nowy Sad[3][4]

## Sukcesy klubowe
- Zwycięstwo w Lidze Mistrzów: (1x)  2002
- Puchar CEV: (2x)  2005, 2006
- Mistrzostwo Włoch: (1x)  2006
- Superpuchar Włoch: (1x)  2006
- Puchar Włoch: (1x)  2008
- Sześć razy Mistrzostwo Jugosławii (6x)

 1994, 1995, 1996, 1997, 1998, 1999
- Finalista Pucharu CEV (1x) 2009
- Wicemistrzostwo Grecji (1x)  2009

## Sukcesy reprezentacyjne
- Mistrzostwo Olimpijskie: (1x)  2000
- Brązowy medal olimpijski: (1x)  1996
- Wicemistrzostwo Świata: (1x)  1998
- Mistrzostwo Europy: (1x)  2001
- Wicemistrzostwo Europy: (1x)  1997
- Brązowy medal Mistrzostw Europy: (2x)  2005, 2007
- Srebrny medal w Lidze Światowej: (4x)  2003, 2006, 2008, 2009

## Nagrody indywidualne
- Liga światowa 2003: Najlepiej blokujący
- Liga światowa 2003: Najlepiej serwujący
- Puchar Świata 2003: Najlepiej blokujący